# Death-grip
Death grip syndrome (pol. zespół chwytu śmierci)  – slangowe określenie niemożności osiągnięcia orgazmu z partnerem (anorgazmii) wynikającej z wcześniejszej, agresywnej techniki masturbacji, która poprzez regularne stosowanie doprowadziła do odczulenia (odwrażliwienia) receptorów czuciowych na skutek nadmiernej stymulacji.
U kobiet analogiczne zjawisko jest nazywane Dead Vagina Syndrome (pol. zespół martwej waginy), jeśli jest konsekwencją używania zbyt mocnych wibratorów czy nadmiernie dużych dildo lub zespołem Havelocka-Ellisa, jeśli powstało ono w wyniku masturbacji słuchawką prysznicową.
Leczenie polega na stopniowym zastępowaniu stymulacji wodą przez inne formy stymulacji partnerskiej (oralną, manualną) lub odpowiedni trening masturbacyjny polegający na etapowym zmniejszaniu bodźców.